# Villa Nellcote
La villa Nellcote est un manoir de 16 pièces de style néo-classique construit à la Belle Époque sur un promontoire surplombant la mer à Villefranche-sur-Mer, sur la Côte d'Azur, dans le sud de la France.

## Histoire
En 1899, Eugène Thomas, propriétaire et homme d'affaires, construit l'imposante villa aux colonnes ioniques sur un terrain qu'il vient d'acquérir à un producteur d'huile d'olive niçois, André Stable. À l'origine, elle portait le nom de château Amicitia. C'est son quatrième propriétaire Samuel Lévi Goldenberg qui la baptisera Nellcote en 1918, en référence à son épouse Nella. Il s'agit de la contraction de Nella's Cottage, par ailleurs affixe utilisé par le couple éleveurs réputés de bouledogues français. En 1919, la villa est acquise par Alexandre Bordes, célèbre armateur spécialisé dans le transport de nitrate de sodium entre le Chili et la France.
Une légende raconte que Nellcote sert de siège à la Gestapo locale pendant l'occupation nazie de la France au début des années 1940.
Dans les faits, rien ne prouve la présence de la Gestapo dans la villa. Les Allemands ne sont pas restés assez longtemps dans le sud de la France : de juin 1940 à septembre 1943, Villefranche-sur-Mer est d'abord contrôlée par Vichy, puis par l'Italie. L'occupation nazie n'a commencé qu'après cela — et ils sont repartis en août 1944. Alors que la guerre se retournait contre eux et qu'une invasion se préparait sur la Côte d'Azur, il semble peu probable que les Allemands aient passé ces onze mois à confier à des fonderies locales la fabrication de grilles de ventilation en fer forgé ornées d'un svastika. Il n'y a pas non plus de trace d'un QG de la Gestapo à Villefranche. La Gestapo a plutôt établi son siège à Nice, où elle torturait des résistants et des juifs. Par ailleurs, la presqu'île du Cap-Ferrat fut totalement interdite au public de l'automne 1943 au printemps 1944.
Nellcote a appartenu au comte Ernest Janvier de Brulatour, à Samuel Lévi Goldenberg, à l'armateur français Alexandre Bordes, au résistant Georges Palloc, à Mme Keller-Staub puis à Mme Luisita Albanese, amie de S.A.R La princesse Caroline de Hanovre. Mais elle devient célèbre à la suite de la location d'avril à novembre 1971 par Keith Richards, célèbre guitariste des Rolling Stones. Keith Richards y habite avec sa compagne Anita Pallenberg et leur fils Marlon , jusqu'à début novembre 1971, date à laquelle il quitte la France en raison de problèmes judiciaires. Le 15 octobre 1973, Keith Richards est reconnu coupable de trafic d'héroïne par un tribunal de Nice. Il est condamné à un an de prison avec sursis, à une amende de 5 000 francs et à l'interdiction d'entrer en France pendant deux ans. Des séances d'enregistrement pour l'album Exile on Main St. ont eu lieu dans le sous-sol de la villa entre juin et août 1971immortalisées par les photos du photographe français Dominique Tarlé.
La résidence appartient actuellement à l'oligarque russe Viktor Rashnikov (en), qui l'a achetée pour 83 millions d'euros (128 millions de dollars) en 2007,. Il a depuis relié la villa Les figuiers[précision nécessaire]à la propriété.
Comme Viktor Rashnikov est concerné par les sanctions contre la Russie liées à la crise ukrainienne, sa villa est saisie par la justice française en octobre 2022,.
Bien que la maison ne soit pas visible de la rue, elle peut être vue depuis la mer.